# Фермаунт (округ Саливан, Тенеси)
Фермаунт (енгл. Fairmount, Sullivan County) град је у америчкој савезној држави Тенеси.

## Демографија
По попису из 2000. године број становника је 2.600.
| Група             | 2000.         | 2010.    |
| Белци             | 2.562 (98,5%) | 0 (0,0%) |
| Афроамериканци    | 7 (0,3%)      | 0 (0,0%) |
| Азијати           | 12 (0,5%)     | 0 (0,0%) |
| Хиспаноамериканци | 11 (0,4%)     | 0 (0,0%) |
| Укупно            | 2.600         | 0        |